# Wolfs
Wolfs es una película de comedia de acción estadounidense   escrita y dirigida por Jon Watts. Está protagonizada y coproducida por George Clooney y Brad Pitt. También está interpretada por Amy Ryan, Austin Abrams y Poorna Jagannathan.
Wolfs se estrenó en cines por Columbia Pictures a través de Sony Pictures Releasing el 20 de septiembre de 2024.

## Premisa
Dos reparadores profesionales son contratados para el mismo trabajo. Para hacer frente a los próximos acontecimientos peligrosos y caóticos, se ven obligados a trabajar juntos.

## Reparto
- George Clooney como Jack
- Brad Pitt como Nick
- Austin Abrams
- Amy Ryan como Margarita
- Poorna Jagannathan

## Producción
En septiembre de 2021 se anunció que Jon Watts escribiría y dirigiría una película de suspenso sin título, con George Clooney y Brad Pitt como protagonistas y productores. Apple TV+ adquirió los derechos de la película después de ganar una guerra de ofertas de estudios contra estudios como Sony Pictures (que luego se haría cargo de los derechos de distribución en cines), Lionsgate, Annapurna Pictures, Metro-Goldwyn-Mayer, Universal Pictures, Warner Bros. Pictures, Netflix y Amazon Studios (ahora llamado Amazon MGM Studios ). La producción comenzó en la ciudad de Nueva York en enero de 2023, con Amy Ryan uniéndose al elenco. Larkin Seiple se desempeña como director de fotografía de la película titulada Wolves. En febrero, se agregaron al elenco Austin Abrams y Poorna Jagannathan.
El rodaje comenzó a principios de enero de 2023 en la ciudad de Nueva York. Clooney y Pitt filmaron escenas en Harlem y Chinatown. El rodaje se suspendió en julio debido a la huelga SAG-AFTRA de 2023.

## Estreno
Tras su asociación con Napoleón, Apple firmó otro acuerdo con Sony Pictures Releasing para distribuir la película en los cines. Se estrenó en los Estados Unidos el 20 de septiembre de 2024.